# Refuge Crête Sèche
Le refuge Crête Sèche se trouve dans le val de Bionaz, dans le haut Valpelline, une vallée latérale du Val d'Aoste, dans les Alpes pennines italiennes, à 2 410 mètres d'altitude. Il se trouve à l'embouchure de la Comba de Crête Sèche, un mot indiquant en patois valdôtain une petite vallée, qui mène au col de Crête Sèche, vers le val de Bagnes, en Suisse.

## Caractéristiques et informations
Le refuge se trouve près d'un bloc erratique appelé Berrio di governo, c'est-à-dire « pierre du gouvernement », en patois, au sommet d'une moraine qui descend vers le Valpelline.

## Accès
On rejoint le refuge, qui compte 88 lits, à partir du hameau Rû (1 696 mètres) de Bionaz en deux heures environ.

## Ascensions
- Pic d'Épicoun - 3 529 mètres
- Mont Gelé - 3 519 mètres
- Pic de Chardonney - 3 447 mètres
- Mont Cerf - 3 441 mètres

## Traversées
- Refuge Prarayer - 2 005 mètres
- Cabane de Chanrion - 2 462 mètres